# Tardos Péter
Tardos Péter (Berettyóújfalu, 1924. augusztus 15. – Budapest, 1984. október 25.) magyar újságíró, zeneszerző, dalszövegíró, humorista, rádiós-televíziós szerkesztő.

## Életrajz

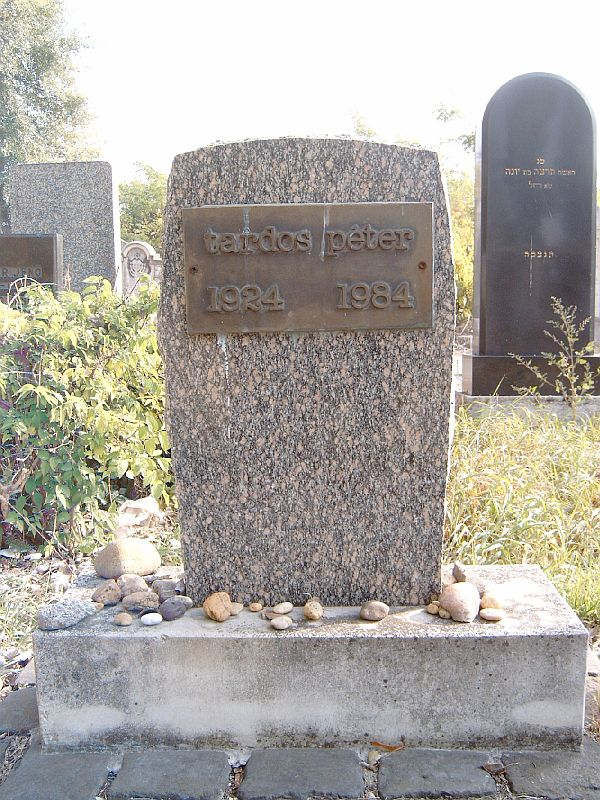
Sírja Budapesten. Kozma utcai izraelita temető: 5B-9-39.

1945 után a Magyar Távirati Irodánál dolgozott, később a Magyar Rádió zenei osztálya szerkesztője. A Csak fiataloknak és a Tánczenei koktél című műsorokat szerkesztette, dolgozott a Magyar Televízió könnyűzenei műsorainak kialakításán is. Az Ifjúsági Magazin Beat-pop-rock rovatát, valamint a Magyar Rádió zenés műsorait is szerkesztette. Szerzője több táncdalnak, táncdalszövegnek, szerzői nagylemeze halála előtt, 1984-ben jelent meg. Az 1950-1960-as években az angol nyelvű táncdalok magyar szövegét ő írta. (Régimódi Kislány, Azok a szép napok...) A kenguru című film több számának zeneszerzője, illetve szövegírója volt.
Humoristaként 1951-ben a Népvarietében és a Vidám Színpadon debütált. Szerzőként feltűnt a neve a Budapest Varieté, a Kamara Varieté és a Thália Kabaré színlapjain. Dolgozott cirkusznak is, számos bohóctréfa szerzője volt.
1960-tól állandó szerzője a Ludas Matyi vicclapnak, később a rádió és tévékabaréknak. Ő találta ki Bárdy György híres figuráját, Gugyerákot.
A Színházi adattárban regisztrált bemutatóinak száma: szerző / társszerző-25;  dalszövegíró-4.

## Művei

### Slágerek
- Szövegíró
  - Himnusz a nyárhoz (Zeneszerző: Gábor S. Pál)
  - Vándor milyen az út? (Zeneszerző: Németh Gábor)
  - Csupasz hold (Zeneszerző: Koncz Tibor)
  - Néhány őszinte szó (Zeneszerző: Schöck Ottó)
  - Egy régi módi bál (Zeneszerző: Fenyő Miklós)
  - Boogie-woogie nosztalgia (Zeneszerző: Máté Péter)
- Zeneszerző
  - Ez minden (Szövegíró is)
  - A kis Yvette (Szövegíró: Darvas Szilárd)
  - Várj míg sötét lesz (Szövegíró: Huszár Erika)
  - Csak egy kék színű virág (Szövegíró: Huszár Erika)
  - Hol van az az idő (Szövegíró: S. Nagy István)
  - Elment a hajó (Szövegíró: Huszár Erika)
  - Mikor hozzám érsz (Szövegíró: Huszár Erika)
  - Nincs arra szó (Szövegíró: Huszár Erika)
  - Hová mész (Szövegíró: Huszár Erika)
  - Magányos szívek klubja (Szövegíró is)

### Könyvek
- Félix Pál: Kína; riport Tardos Péter; Egyetemi Ny., Bp., 1956 (Mi van a nagyvilágban? Az Országos Béketanács külpolitikai füzetei)
- Beat '70 (Zeneműkiadó, 1970)
- Beat kislexikon (Zeneműkiadó, 1971)
- Beat-pop-rock (Zeneműkiadó, 1972)
- Könnyűzenei koktél (évente, 1972-1979)
- Rocklexikon (Bp., Zeneműkiadó, 1980) ISBN 9633304369
- Rock lexikon; karikatúrák Bodola György; 2. jav., bőv. kiad.; Zeneműkiadó, Bp., 1982

## Hang és kép
- Ez minden. Előadó:Psota Irén